# Iłowiec (stacja kolejowa)
Iłowiec – przystanek kolejowy we wsi Pecna, w województwie wielkopolskim, w Polsce. Według klasyfikacji PKP ma kategorię dworca lokalnego.
Na dworcu swój początek ma  szlak turystyczny Iłowiec - Otusz

## Ruch pasażerski
| Rok  | Wymiana pasażerska na dobę |
| ---- | -------------------------- |
| 2017 | 300-499                    |
| 2022 | 300-499                    |